# Íngrit Valencia
Íngrit Lorena Valencia Victoria (* 3. September 1988 in Morales, Cauca) ist eine kolumbianische Boxerin.

## Karriere
Íngrit Valencia ist Gewinnerin der Südamerikaspiele 2014 und 2018, der Zentralamerika- und Karibikspiele 2014 und 2018, der Panamerikameisterschaften 2016 und 2022, der Bolivarian Games 2017 und der Panamerikanischen Spiele 2019 in Lima, wobei sie im Finale Virginia Fuchs besiegte.
Sie gewann Bronze bei den Südamerikaspielen 2010, Silber bei den Panamerikanischen Spielen 2011 in Guadalajara (Mexiko), Silber bei den Bolivarian Games 2013, Bronze bei den Panamerikameisterschaften 2014 und Bronze bei den Panamerikanischen Spielen 2015 in Toronto.
Bei Weltmeisterschaften unterlag sie 2012 gegen Sarah Ourahmoune, 2016 gegen Peamwilai Laopeam, 2018 gegen Schaina Schekerbekowa und 2019 erst im Viertelfinale gegen Mary Kom.
2016 erreichte sie das Finale der kontinentalen Olympiaqualifikation in Buenos Aires und startete anschließend bei den Olympischen Spielen 2016 in Rio de Janeiro, wo sie Judith Mbougnade und Peamwilai Laopeam besiegte, ehe sie mit einer Bronzemedaille gegen Sarah Ourahmoune ausschied. Bei der Abschlusszeremonie war sie Flaggenträgerin ihrer Nation.
Aufgrund ihrer Ranglistenplatzierung war sie auch für die Olympischen Spiele 2020 in Tokio qualifiziert und schlug im ersten Kampf Mary Kom, verlor aber anschließend im Viertelfinale gegen Tsukimi Namiki.
Bei der Weltmeisterschaft 2022 in Istanbul verlor sie erst im Finale gegen Buse Naz Çakıroğlu und wurde Vizeweltmeisterin. Bei der Weltmeisterschaft 2023 in Neu-Delhi gewann sie eine Bronzemedaille. Bei den Olympischen Sommerspielen 2024 in Paris schied sie im Viertelfinale gegen Nasym Qysaibai aus.